# Didymosalpinx
Didymosalpinx é um género botânico pertencente à família Rubiaceae.